# Чинили (мечеть)
Мече́ть Чинили́ (тур. Çinili Camii), Орта Валиде (тур. Orta Valide Camii) или Мече́ть Махпейке́р Кёсе́м Валиде́ Султа́н (тур. Mahpeyker Kösem Valide Sultan Camii) — мечеть в квартале Муратреис района Ускюдар в азиатской части Стамбула.
Мечеть была построена архитектором Коджой Касымом-агой, ближайшим помощником Синана, в османском стиле по приказу Кёсем Султан. Строительство началось в 1638 году и длилось два года. Внутреннее помещение было богато отделано изникскими изразцами (отсюда и название тур. Çinili — изразцовая). Во дворе мечети располагается шадырван (крытый фонтан). Кроме того, в комплекс входят медресе, себиль (киоск), мектеб и хамам, действующий и в наши дни.
Ремонт в мечети проводился дважды: в 1938 и 1965 годах.
Мечеть с таким же названием имеется и в городе Кютахья.